# Valmiki
Valmiki (/vɑːlˈmiːki/; Sanskrit: वाल्मीकि, Vālmīki) je proslavljen kao pesnik-preteča u sanskrtskoj literaturi. Ep Ramajana, različito datiran od 5. veka pre nove ere do prvog veka pne, pripisuje se njemu na osnovu atribucije u samom tekstu. On je poznat je kao Adi Kavi, prvi pesnik, autor Ramajane, prve epske pesme.
Ramajana, koju je izvorno napisao Valmiki, sastoji se od 24.000 šloka i sedam kantona (kandas). Ramajana se sastoji od oko 480.002 reči, što je četvrtina dužine celog teksta Mahabarata ili oko četiri dužine Ilijade. Ramajana govori o princu, Rami iz grada Ajodhja u kraljevini Kosala, čiju je ženu Situ je oteo Ravana, kralj-demon (Rakšasa) iz Lanke. Valmikijeva Ramajana je različito datirana na period od 500 pne do 100 godina pne ili približno koevoluirala sa ranim verzijama Mahabarate. Kao i kod mnogih tradicionalnih epova, ovo delo je prošlo kroz proces interpolacija i redakcije, što čini njegovo precizno datiranje nemogućim.
Britanski satiričar Obri Menen kaže da je Valmiki bio „priznat kao književni genije”, te da je stoga smatran „odmetnikom”, verovatno zbog svog „filozofskog skepticizma”, kao deo perioda „indijskog prosvetiteljstva”. Valmiki se takođe navodi kao savremenik Rame. Menen tvrdi da je Valmiki „prvi autor u celoj istoriji koji se uvrstio u sopstvenu kompoziciju”.

## Rani život
Valmiki je rođen kao Agni Šarma u bramanskoj porodici od oca Pračeta (poznatog i kao Sumali) iz Bhrigu gotra. Prema legendi, jednom je sreo velikog mudraca Naradu i razgovarao sa njim o svojim dužnostima. Ganut Naradinim rečima, Agni Šarma je počeo da sprovodi pokore i zapevao je reč „mara” koja je značila „umreti”. Dok je nekoliko godina obavljao svoju pokoru, reč je postala „Rama”, ime lorda Višnua. Ogromni mravinjaci su formirani su oko Agni Šarme i to mu je zaradilo ime Valmiki. Agni Šarma, preimenovan u Valmiki, naučio je svete spise od Narade i postao najistaknutiji asketa, koga su svi poštovali.
Postoje i legende o tome da je Valmiki bio lopov pre nego što se pretvorio u rišija. Nagara Kanda iz Skanda Purane u svom delu o stvaranju Mukara Tirta spominje da je Valmiki rođen kao brahman, sa imenom Lohadžanga i da je bio podan sin svojih roditelja. On je imao lepu suprugu i oni su bili verni jedno drugom. Jednom, kada u regionu Anarte nije bilo kiše dvanaest dugih godina, Lohadžanga je zarad svoje gladne porodice, počeo da pljačka ljude koje bi zatekao u šumi. Tokom ovog života sreo je sedam mudraca ili Saptarišija i pokušao da ih opljačka. Ali naučeni mudraci su se sažalili nad njim i ukazali mu na ludost njegovih dela. Jedan od njih, Pulaha, dao mu je mantru da meditira, i brahman koji je postao lopov toliko se zaokupio recitovanjem da su oko njegovog tela formirane mravlje humke. Kada se mudraci vratili i čuli zvuk mantre koji dolazi iz mravljih himki, oni su ga blagoslovili i rekli: „Pošto ste ostvarili veliki Sidi sedeći među Valmika (mravljišta), postaćete poznati u svetu kao Valmiki”.

## Uloga uRamajani
Valmiki je igrao važnu ulogu u Utarakandi, poslednjem poglavlju epa Ramajana. Utarakandu možda nije izvorno izradio Valmiki. Naučnici Robert i Seli Goldman, na primer, istakli su: „Veliki deo narativa se fokusira na ličnosti koje nisu Rama, i Valmiki ga pripoveda samo indirektno, stavljajući ga u usta drugih figura kao što je Agastja.“ Veruje se da je to preuzeto od Seše Ramajane. Prema legendi, Rama je poslao Situ u šumu. Sita pronalazi utočište u ašramu mudraca Valmikija, gde rađa dečake blizance Lavu i Kušu. Lava i Kuša su bili Valmikijevi prvi učenici, koje je on podučavao Ramajani. Bala Kanda iz epa takođe priča priču o Valmikiju koji pripoveda Ramajanu Lavi i Kuši, koji postaju njegovi učenici.

## Uloga uMahabarati
Valmiki je bio prisutan u vreme Mahabarate i bio je jedan od mnogih mudraca koji su posetili Judistiru posle rata. On je rekao je Judistiri o prednostima obožavanja Šive. Jednom davno, neki isposnici koji su posedovali homa vatru prokleli su Valmikija kao krivca za Brahminsko ubistvo. Greh ga je obuzeo čim je bio proklet. Zato se pomolio Šivi i postao je očišćen od svih svojih grehova. Kasnije je rekao Judistiri da se i on treba moliti Šivi. 

## Reinkarnacija
Višnudarmotara Purana kaže da je Valmiki rođen u Treta Jugi kao oblik Brahme koji je komponovao Ramajanu i da ljudi koji žele da steknu znanje treba da obožavaju Valmikija. Kasnije je reinkarniran kao Tulsidas, koji je komponovao Ramčaritamanas, što je bila avadi-hindi verzija Ramajane.

## Pragat Divas
Dan punog meseca hinduističkog meseca Ašvina slavi se kao godišnjica rođenja pesnika. Dan je takođe poznat kao Pargat Divas ili Valmiki Džajanti, i veliki je festival sledbenika verske sekte Balmiki hinduizma.

## Hramovi
Hinduistička sekta Balmiki poštuje Valmikija, gde je poznat i kao Lal Beg ili Bala Šah, kao svetac zaštitnik, sa mnoštvom mandira (hramova) posvećenih njemu.
Veruje se da područje u Čenaju, Tiruvanmijur, ima svoje ime izvedeno od mudraca Valmikija, Tiru-Valmiki-Or. Na ovom mestu se nalazi hram za Valmikija, za koji se veruje da je star 1300 godina.
Šri Valmiki Mata Maha Samstana je hram posvećen Valmikiju u Radžanahaliju, Karnataka.
Ašram Valmiki, mesto koje se smatra originalnim ašramom Valmikija, nalazi se u okrugu Čitvan u Nepalu. Lokalitet se nalazi u blizini mesta hodočašća Triveni Dam.

## U popularnoj kulturi
O životu pesnika snimljeno je nekoliko indijskih filmova, počev od Valmiki G. V. Sanea (1921); sledili su je Ratnakar Surendre Narajana Roja (1921), Valmiki Elisa Dungana (1946), Valmiki Baldži Pendarkara (1946), Valmiki Sandara Nadkarnija (1946), C.S.R. Raoov Valmiki (sa Rajkumarom u glavnoj ulozi 1963), Valmiki (sa N. T. Rama Raom; 1963) i Sant Valmiki Arvinda Bata (1991).
Batov film u kojem je glavnu ulogu igrao Sureš Oberoj u glavnoj ulozi ostaje neobjavljen nakon što je protiv Oberoja pokrenut postupak zbog primedbi koje su pripadnici kaste Valmiki u Indiji ocenili uvredljivim.

## Napomene
1. ↑  Valmiki je takođe poznat među sledbenicima kao Balmiki, Lal Beg i Bala Šah.[2][3]

## Literatura
- Debroy, Bibek (2017-10-25). The Valmiki Ramayana: Vol. 1 (на језику: енглески). Penguin Random House India Private Limited. ISBN 978-93-87326-26-2.
- Das, K. C. (2007). Global Encyclopaedia of the North Indian Dalits Ethnography (2 Vols. Set) (на језику: енглески). Global Vision Publishing House. стр. 238. ISBN 978-81-8220-238-2.
- Singh, Kumar Suresh (2003). People of India: Punjab (на језику: енглески). Anthropological Survey of India. стр. 167. ISBN 978-81-7304-123-5.
- „सितारगंज में वाल्मीकि प्रकट दिवस पर भव्य शोभा यात्रा”. Hindustan (на језику: hindi). Приступљено 2022-03-13.

## Spoljašnje veze
- Valmiki na sajtu LibriVox (jezik: engleski)